# Antonio Margheriti
Antonio Margheriti, noto anche con lo pseudonimo di Anthony M. Dawson (Roma, 19 settembre 1930 – Monterosi, 4 novembre 2002), è stato un regista, sceneggiatore ed effettista italiano.
Considerato uno dei più affermati registi di cinema di genere italiano, durante la sua carriera ha diretto oltre cinquanta pellicole. È ricordato, inoltre, per essere stato tra i promotori principali della fantascienza italiana.

## Biografia

### Gli inizi
Nato a Roma, nel quartiere Monte Sacro, Antonio è l'ultimo di quattro figli. Il padre, Luigi, è ingegnere mentre la madre, Piera, una casalinga. Durante la seconda guerra mondiale, i Margheriti si trasferiscono a Verona. Quivi, il giovane frequenta il liceo classico e si diletta a praticare il calcio, giocando pure nel vivaio del Verona. 
Dopo il conflitto bellico, fa ritorno a Roma, per frequentare l'università. Si appassiona al cinema ed entra in contatto con Otello Colangeli. Verso la metà degli anni cinquanta arriva la svolta definitiva: Antonio firma un contratto per la Titanus, società che gli permette di scrivere i primi copioni cinematografici.
Nel corso della sua carriera, Margheriti si firma quasi sempre con lo pseudonimo di Anthony M. Dawson. È uno stratagemma tipico del momento. I nomi inglesi, infatti, sono più appetibili per i distributori stranieri. 

### CicloGamma Uno
La fama di Margheriti, nell'ambito della fantascienza, è legata al ciclo cinematografico Gamma Uno. Si tratta di un progetto, commissionato dalla MGM, che comprende quattro lungometraggi: Il pianeta errante, I diafanoidi vengono da Marte, I criminali della galassia e La morte viene dal pianeta Aytin. 
Sono pellicole low budget, realizzate negli stabilimenti di Roma, con cast semi-emergente. Tra gli interpreti principali, si ricorda la partecipazione di Lisa Gastoni, Ombretta Colli e Franco Nero, future star italiane. 
Il modus operandi sul set è semplice: attraverso quattro diversi tipi di ciak, la troupe e gli attori si organizzano per girare le scene. Questo stratagemma ha permesso al giovane Margheriti di filmare contemporaneamente la tetralogia.

### Altre collaborazioni
Margheriti è noto come uno dei migliori realizzatori italiani di effetti speciali. Sergio Leone lo ha contattato per realizzare una sequenza di Giù la testa.
Negli Anni Settanta ha collaborato anche col regista Paul Morrissey per due film: Dracula cerca sangue di vergine... e morì di sete!!! e Il mostro è in tavola... barone Frankenstein. La sua presenza sui set è ancora oggi dubbia. Nonostante ciò, molti siti e libri specializzati accreditano il suo nome alla regia.

## Influenza culturale
Quentin Tarantino, fan dichiarato di Margheriti, lo ha citato due volte in Bastardi senza gloria e C'era una volta a... Hollywood. 

## Filmografia
- Space Men (1960)
- Il pianeta degli uomini spenti (1961)
- L'arciere delle mille e una notte (1962)
- Il crollo di Roma (1963)
- La vergine di Norimberga (1963)
- Danza macabra (1964)
- Anthar l'invincibile (1964)
- Il pelo nel mondo, co-regia con Marco Vicario (1964)
- Ursus, il terrore dei kirghisi, co-regia con Ruggero Deodato (1964)
- I giganti di Roma (1964)
- I lunghi capelli della morte (1964)
- I criminali della galassia (1965)
- I diafanoidi vengono da Marte (1966)
- Il pianeta errante (1966)
- A 077 - Sfida ai killers (1966)
- Operazione Goldman (1966)
- La morte viene dal pianeta Aytin (1967)
- Joe l'implacabile (1967)
- Nude... si muore (1968)
- Io ti amo (1968)
- Joko - Invoca Dio... e muori (1968)
- Contronatura (1968)
- E Dio disse a Caino... (1969)
- L'inafferrabile invincibile Mr. Invisibile (1970)
- Nella stretta morsa del ragno (1971)
- Novelle galeotte d'amore (1972)
- Finalmente... le mille e una notte (1972)
- La morte negli occhi del gatto (1973)
- Ming, ragazzi! (1973)
- Manone il ladrone (1974)
- Whiskey e fantasmi (1974)
- Là dove non batte il sole (1974)
- Il mostro è in tavola... barone Frankenstein, co-regia con Paul Morrissey nella versione europea (1975)
- Controrapina (1975)
- Dracula cerca sangue di vergine... e morì di sete!!!, co-regia con Paul Morrissey (1975)
- La parola di un fuorilegge... è legge! (Take a Hard Ride), (1975)
- Con la rabbia agli occhi (1976)
- Killer Fish - L'agguato sul fondo (1978)
- Apocalypse domani (1980)
- L'ultimo cacciatore (1980)
- Car Crash (1981)
- Fuga dall'arcipelago maledetto (1982)
- I cacciatori del cobra d'oro (1982)
- Il mondo di Yor – miniserie TV, distribuita all'estero come film (1983)
- Tornado (1983)
- Arcobaleno selvaggio (1984)
- I sopravvissuti della città morta (1984)
- La leggenda del rubino malese (1985)
- Commando Leopard (1985)
- L'isola del tesoro – miniserie TV, distribuita all'estero come film (1987)
- Il triangolo della paura (1988)
- Alien degli abissi (1989)
- Indio (1989)
- Indio 2 - La rivolta (1991)
- Gengis Khan, co-regia con Ken Annakin (1992) – incompiuto
- Potenza virtuale (1997)